# Elgiva pacnowesa
Elgiva pacnowesa är en tvåvingeart som beskrevs av Orth och Knutson 1987. Elgiva pacnowesa ingår i släktet Elgiva och familjen kärrflugor.
Artens utbredningsområde är Washington. Inga underarter finns listade i Catalogue of Life.